# كأس الإنتركونتيننتال 2001
كأس الإنتركونتيننتال 2001 جمعت نسخة عام 2001 في بطولة كأس الإنتركونتيننتال بطل دوري أبطال أوروبا لموسم 2000-01 نادي بايرن ميونخ الألماني مع بطل كأس ليبرتادوريس سنة 2001 نادي بوكا جونيورز الأرجنتيني على الملعب الأولمبي الوطني في العاصمة اليابانية طوكيو ، وحقق بايرن ميونخ اللقب للمرة الثانية في تاريخه بعد الفوز بهدف نظيف (1-0) تم إحرازه خلال الوقت الإضافي .

## التفاصيل
| بايرن ميونخ                                  | 1–0 (ب.و.إ.) | بوكا جونيورز         |
| -------------------------------------------- | ------------ | -------------------- |
| صامويل كوفور 109' · المدرب · أوتمار هيتسفيلد | [ 2 ]        | المدرب كارلوس بيانكي |

| بايرن ميونخ | بوكا جونيورز |